# Stadion Mietałłurg w Samarze
Stadion Mietałłurg − rosyjski stadion piłkarski w Samarze, na którym mecze w roli gospodarza rozgrywa klub Krylja Sowietow Samara. Stadion został otwarty w 1957 r. dla robotników powstałych w Samarze w 1956 r. zakładów metalurgicznych. Stadion mieścił wtedy 8 000 widzów. W latach 70. XX wieku powstały trzy trybuny, które pozwoliły na przybycie ponad 40 000, a po instalacji krzesełek ok. 35 000 kibiców.